# 阿塞拜疆国家抵抗组织
阿塞拜疆国家抵抗组织（英语：Azerbaijan National Resistance Organization，波斯语：تشکیلات مقاومت ملی آذربایجان，简称阿抵抗组织），在2006年宣布成立。
阿抵抗组织将自己定义为“南阿塞拜疆一般民族运动的一部分”。努力寻求和重获阿塞拜疆突厥人在南阿塞拜疆的经济，政治，社会，文化和人权以及基本自由。并按照民主和民事斗争方法和价值观行事。避免和谴责各种暴力行为，特别是政府和有组织的武装恐怖行为。阿塞拜疆国家抵抗组织阿抵抗组织强烈认为，南阿塞拜疆的重获自决权必将发生和实现。阿抵抗组织认为，享有自决权是阿塞拜疆突厥人在南阿塞拜疆的合法和必要的权利。组织的官方新闻机构发言人（Babek Chalabiyanli）通过该新闻机构表达正式党派观点。该新闻网站以波斯语，土耳其语以及英语的形式报道有关南阿塞拜疆的新闻。.
2016年3月22日，阿塞拜疆国家抵抗组织十周年纪念仪式由南阿塞拜疆其他组织的当局，成员，支持者和嘉宾出席。